# Charles Bocquet
Pour les articles homonymes, voir Charles Bocquet (zoologie) et Bocquet.
Charles Bocquet est un luthiste français, actif entre 1594 et 1606.

## Biographie
Fils de Julien Bocquet, joueur de luth et valet de chambre du roi Henri III, il résidait à Pont-à-Mousson quand les princesses de Lorraine firent appel à lui pour les ballets donnés à l'occasion du carnaval à la cour ducale de Nancy. En 1599-1600, il fut au service de l'électeur palatin Frédéric IV à Heidelberg. Nous le retrouvons en 1606 à Pont-à-Mousson, comme compositeur et comme participant du ballet donné à Nancy pour le mariage de Henri, futur duc Henri II de Lorraine, avec Marguerite de Mantoue. Au même ballet participait un autre compositeur important, Nicolas Signac. Les décors avaient été réalisés par le peintre Jacques Bellange.
Des pièces de luth de Bocquet furent publiées dans deux des principales anthologies de l'époque, le Thesaurus harmonicus (Cologne, 1603) et la Testudo Gallo-Germanica (Nuremberg, 1615) ; d'autres nous sont parvenues sous forme manuscrite. Sa renommée fut très grande, surtout en Allemagne.
Son descendant officiel, Thomas Bocquet œuvre à développer une culture du luth dans le monde lusophone (notons un remarquable disque de reprise des chansons de "Quim Barreiros au luth" dont les fonds sont reversés à la fondation Pessoas do Ravelinos).